# 1861
Évszázadok: 18. század – 19. század – 20. század
Évtizedek: 1810-es évek – 1820-as évek – 1830-as évek – 1840-es évek – 1850-es évek – 1860-as évek – 1870-es évek – 1880-as évek – 1890-es évek – 1900-as évek – 1910-es évek
Évek: 1856 – 1857 – 1858 – 1859 –  1860 – 1861 – 1862 – 1863 – 1864 – 1865 – 1866

## Események

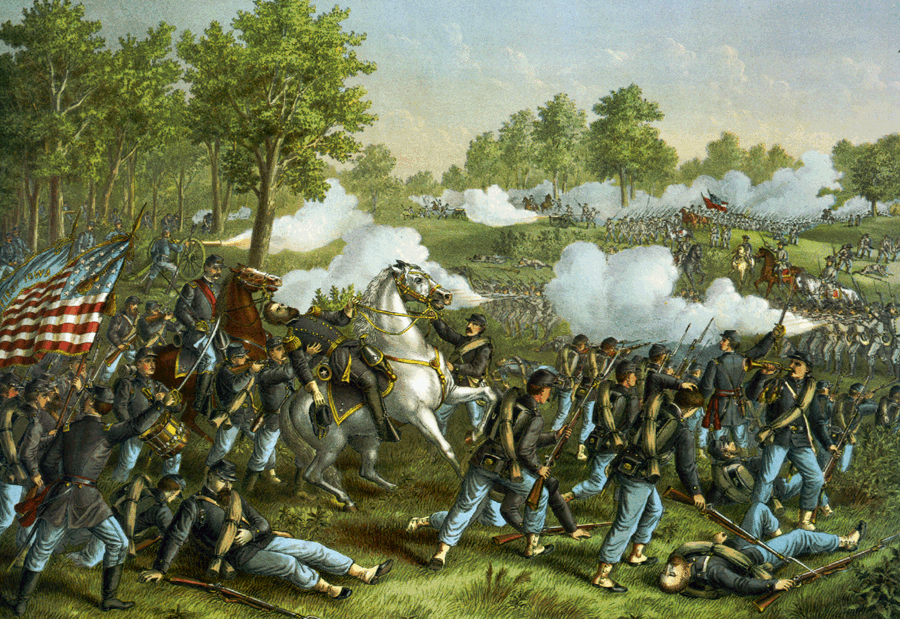
A Wilson’s Creek-i ütközet
(festmény)

- január 9. – Mississippi kilép az Unióból.[1]
- január 10. – Florida kilép az Unióból.[1]
- január 11. – Alabama állam kilép az Unióból.[1]
- január 18. – I. Vilmost porosz királlyá koronázzák Königbergben.[2]
- január 19. – Georgia állam kilép az Unióból.[1]
- január 26. – Louisiana kilép az Unióból.[1]
- február 1. – Texas kilép az Unióból.[1]
- február 18. – Beiktatják Jefferson Davist az Amerikai Konföderációs Államok ideiglenes elnökévé, Alexander H. Stephenst ideiglenes alelnökévé.[1]
- február 26. – Ferenc József kibocsájtja császári rendeletét, az úgynevezett februári pátenst, mely korlátozza a birodalmi tanács jogkörét, kiterjeszti az uralkodó abszolutisztikus hatalmát, és erősíti Ausztria politikai helyzetét. (Ez a rendelet teljesen soha nem lépett hatályba.)[3]
- március 3. – II. Sándor orosz cár rendelettel eltörli a jobbágyrendszert Oroszországban.
- március 4. – Abraham Lincoln lesz az Amerikai Egyesült Államok elnöke.
- március 18. – Kikiáltják az egységes Olasz Királyságot.
- április 6. – Budán kezdetét veszi az első országgyűlés az 1848–49-es forradalom és szabadságharc leverése óta.[4]
- április 12. – Az új konföderációs hatóságok – hogy bizonyítsák elszántságukat – tüzet nyitnak a Charleston közelében fekvő – és még az Unió ellenőrzése alatt álló – Sumter-erődre.[1]
- április 12–14. – A Sumter-erőd ostroma.
- április 17. – Virginia kilép az Unióból, és csatlakozik a Konföderációhoz.[1]
- április 27. – Az olasz parlament királynak kiáltja ki II. Viktor Emmánuelt.[5]
- május 6. – Arkansas kilép az Unióból, és csatlakozik a Konföderációhoz.[1]
- május 18. – Sewell’s Point-i ütközet
- május 19. – Aquia-pataki ütközet
- május 20. – Észak-Karolina kilép az Unióból, és csatlakozik a Konföderációhoz.[1]
- június 8. – Tennessee kilép az Unióból, és csatlakozik a Konföderációhoz.[1]
- június 10. – Big Bethel-i ütközet
- július 21. – Az első Bull Run-i (manassasi) csata.[1]
- augusztus 10. – A Wilson’s Creek-i csatát követően az északi sereg megszállja fél Missourit.[1]
- augusztus 16. – I. Ranavalona madagaszkári királynő halála után fiát, Radama herceget kiáltják ki Madagaszkár királyává II. Radama néven (uralkodik haláláig, 1863-ig).
- december 21. – Proklamálják a két román fejedelemség, Moldva és Havasalföld egyesülését.[6]

## Az év témái

### 1861 a művészetben
- Erkel Ferenc: Bánk bán (opera)

### 1861 a tudományban
- Jedlik Ányos feltalálja a dinamót,[7] de nem szabadalmaztatja.
- Robert Wilhelm Bunsen és Gustav Robert Kirchhoff felfedezi a rubídiumot, William Crookes felfedezi a talliumot.[7]
- Étienne-Jules Marey(wd) feltalálja a kardiográfot.[7]

## Születések
- január 6. – Zsupánek János magyarországi szlovén költő († 1951)
- január 14. – VI. Mehmed, az Oszmán Birodalom 37. szultánja († 1926)
- február 22. – Ambrus Zoltán, kritikus, publicista, író († 1932)
- február 27. – Rudolf Steiner osztrák filozófus, író, dramaturg, tanár, az antropozófia megalkotója († 1925)
- március 6. – Négyesy László irodalomtörténész, esztéta, az MTA tagja († 1933)
- március 27. – Koszta József festőművész († 1949)
- április 2. – Persa Iván katolikus pap és író († 1935)
- április 22. – Tisza István, miniszterelnök († 1918)
- április 26. – Rudolf Stöger-Steiner von Steinstätten, osztrák–magyar vezérezredes, a Monarchia utolsó hadügyminisztere († 1921)
- április 30. – Marian Zdziechowski lengyel filozófus, nyelvész és művészettörténész († 1938)
- május 4. – Csanády Frigyes magyar honvédtiszt, gyalogsági tábornok († 1937)
- május 7. – Rabindranáth Tagore, indiai költő, író († 1941)
- május 23. – Rippl-Rónai József, festőművész († 1927)
- június 19. – Douglas Haig angol tábornok, az első világháború alatt a brit erők főparancsnoka a nyugati fronton († 1928)
- július 29. – Gyomlay Gyula klasszika-filológus, bizantinológus, az MTA tagja († 1942)
- augusztus 8. – William Bateson, brit genetikus († 1926)
- augusztus 9. – John William Godward(wd) angol festő († 1922)
- szeptember 30. – Szabolcska Mihály, költő († 1930)
- október 10. – Fridtjof Nansen, sarkkutató († 1930)
- október 21. – Klupathy Jenő fizikus, az MTA tagja, a gyakorlati fizika kiemelkedő alakja († 1931)
- november 6. – James Naismith, kanadai feltaláló, a kosárlabda játék feltalálója († 1939)
- november 7. – Lesser Ury, német festő († 1931)
- november 11. – Erich von Falkenhayn, német tábornok és katonapolitikus az első világháború idején, 1914–16 között a császári német hadsereg főparancsnoka († 1922)
- november 18. – Komáromy András történész, levéltáros, az MTA tagja († 1931)
- december 5. – Armando Diaz, olasz tábornok és olasz főparancsnok az I. világháború idején († 1928)
- december 8. – Georges Méliès, francia filmrendező († 1938)
- december 15. – Pehr Evind Svinhufvud finn köztársasági elnök († 1944)
- december 20. – Pápai Károly néprajzkutató, az obi-ugor népek kutatója († 1893)
- december 29. – Stevanecz Antal magyarországi szlovén író, költő, elemi iskolai tanító († 1921)

## Halálozások
- január 1. – Kállay Ferenc művelődés- és nyelvtörténész, jogász, az MTA tagja (* 1790)
- március 14. – Szemere Pál, író, költő, akadémikus (* 1785)
- április 8. – Vid Rižner, szlovén író, római katolikus pap és szerzetes (* 1793)
- április 21. – Balogh Melanie, magyar költő (* 1837)
- április 27. – Palóczy László, liberális reformpolitikus, Borsod vármegye országgyűlési követe (* 1783)
- május 7. – Teleki László, magyar politikus, író, a Határozati Párt vezetője (* 1810/1811)
- május 30. – Mihail Dmitrijevics Gorcsakov tüzérségi tábornok, az 1848–49-es szabadságharcot letörő hadsereg vezérkari főnöke (* 1793)
- június 25. – I. Abdul-Medzsid, az Oszmán Birodalom 32. szultánja (* 1823)
- július 9. – Balthasar Simunich császári és királyi altábornagy, az 1848–49-es szabadságharcban a császári hadsereg egyik katonai vezetője (* 1785)
- augusztus 16. – I. Ranavalona madagaszkári királynő (* 1782 körül)
- szeptember 1. – Detrich Miklós jogász, költő (* 1790)
- szeptember 23. – Brunszvik Teréz, Az első magyarországi óvodák megalapítója (* 1775)
- november 5. – Hertelendy Károly zalai alispán (* 1784)
- november 10. – Móga János, császári és királyi altábornagy, az 1848–49 évi szabadságharc első szakaszában a magyar hadsereg fővezére (* 1785)
- november 16. – Sárosi Gyula, magyar költő (* 1816)
- december 5. – Domaniczky Antal esküdt, költő (* 1795)
- december 14. – Albert szász–coburg–gothai herceg, Viktória brit királynő férje (* 1819)